# Nectarinella xavantinensis
Nectarinella xavantinensis är en getingart som beskrevs av Octávio Mateus och Noll 1998. Nectarinella xavantinensis ingår i släktet Nectarinella och familjen getingar. Inga underarter finns listade i Catalogue of Life.